# Chenopodium carnosulum
Chenopodium carnosulum är en amarantväxtart som beskrevs av Horace Bénédict Alfred Moquin-Tandon. Chenopodium carnosulum ingår i släktet ogräsmållor, och familjen amarantväxter. Utöver nominatformen finns också underarten C. c. carnosulum.